# Pégase en numismatique
La figure de Pégase en numismatique est présente aussi bien sur des médailles que sur des monnaies, principalement antiques.

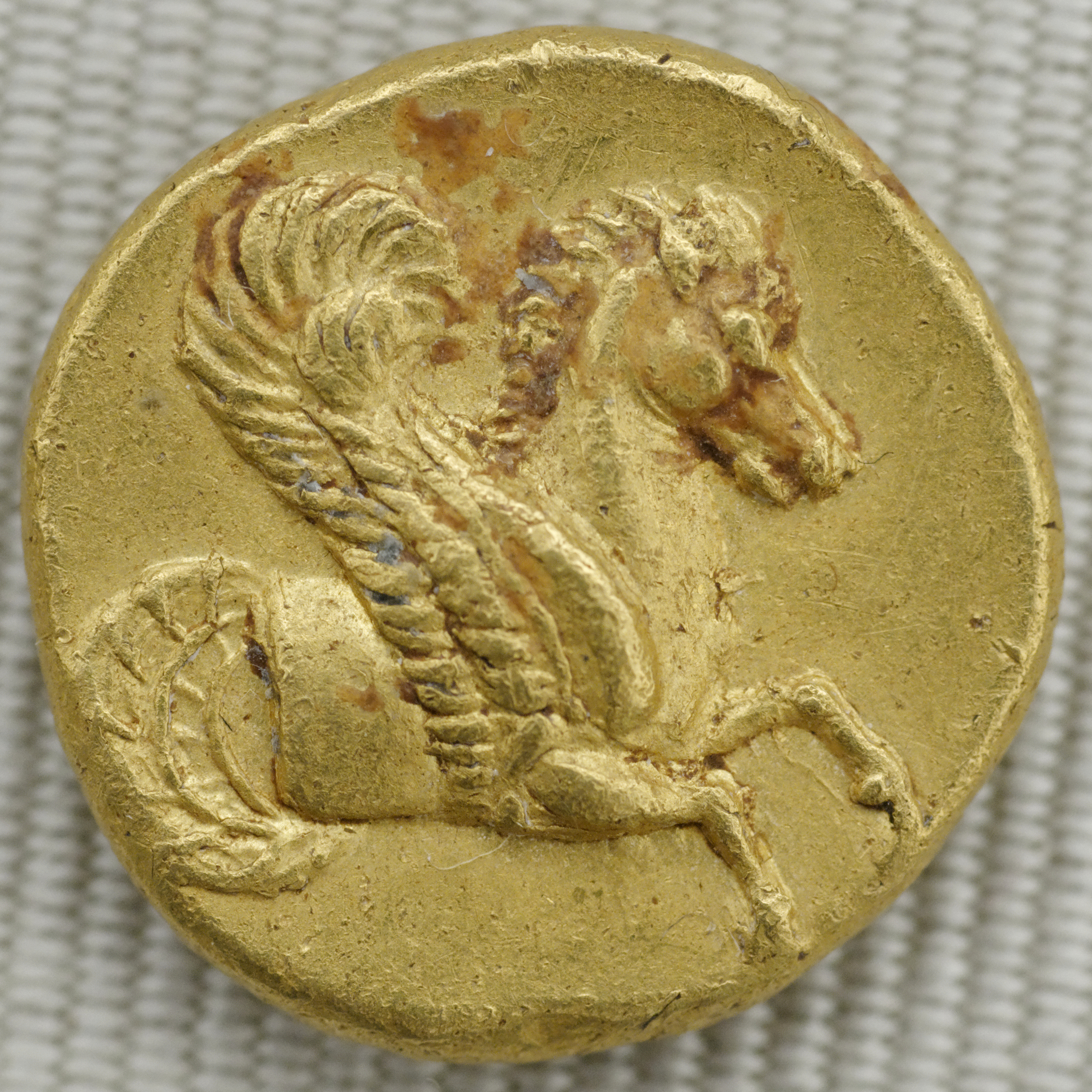
Protomé de Pégase volant à droite. Revers d'un statère d'or de Lampsaque, en Mysie (vers 360-340 av. J.-C.).

## Grèce antique

### Poulains de Corinthe
Il existe une série de pièces antiques grecques nommées les « poulains de Corinthe », qui représentent Pégase accompagné de la déesse Athéna. Elles font partie des pièces de monnaie antiques les plus connues et typiquement reconnaissables. 

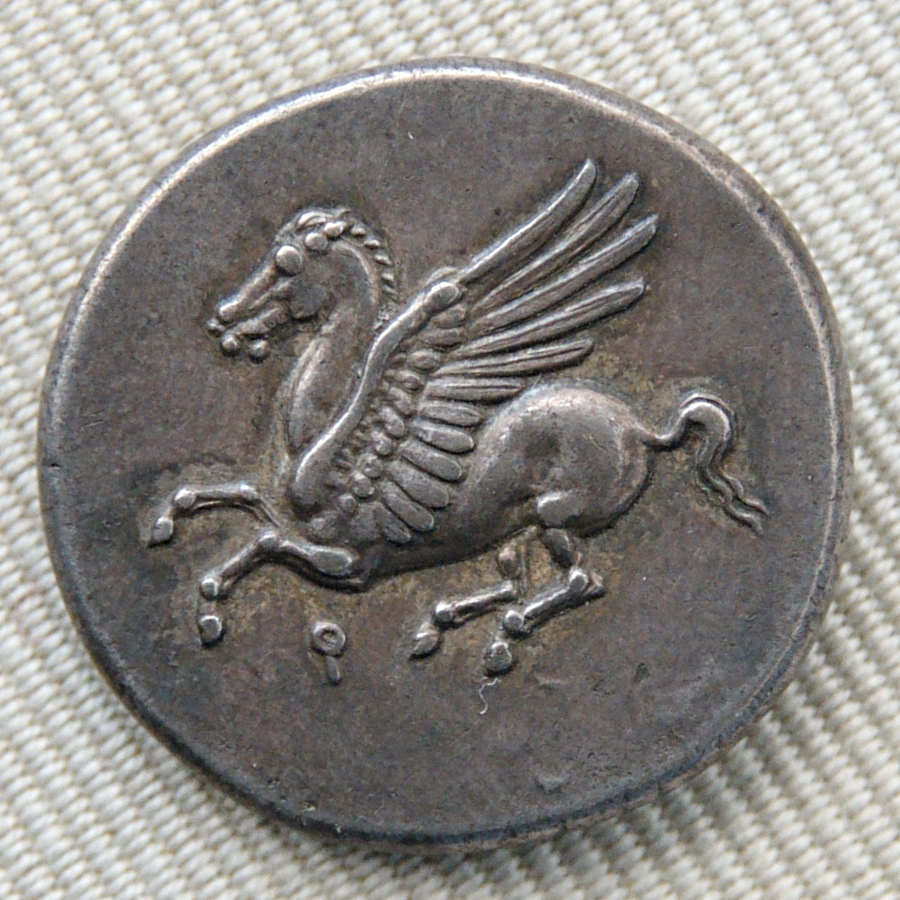
Pégase, droit d'un « poulain » de Corinthe, 308-306 av. J.-C.
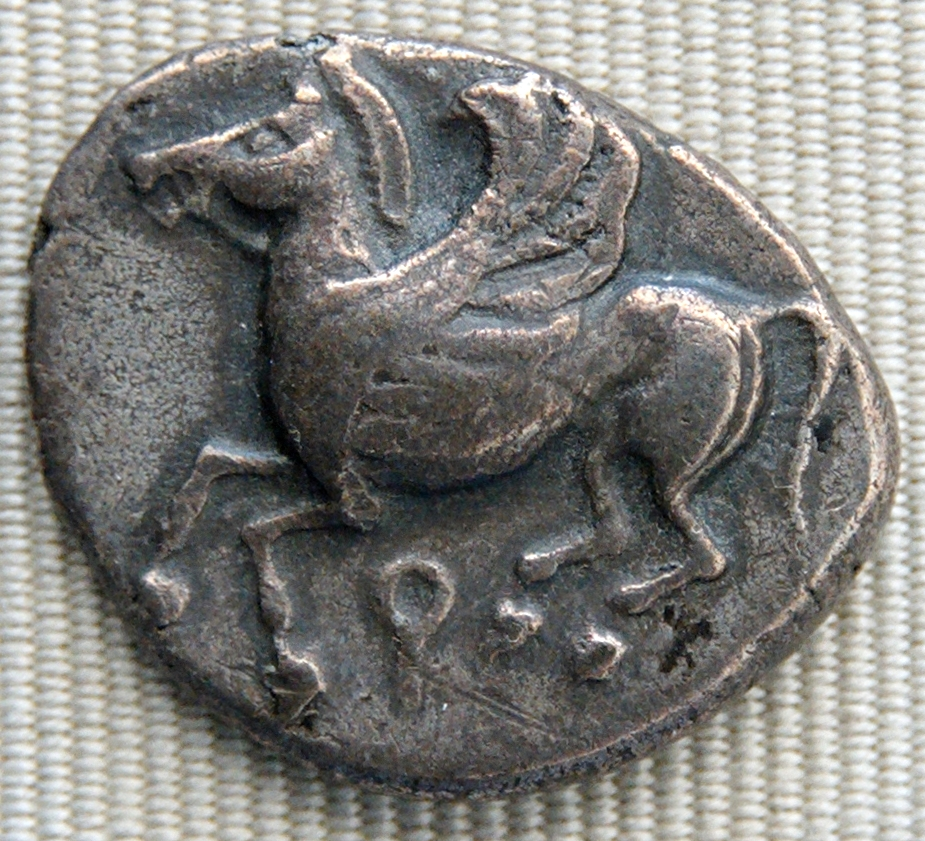
Pégase sur un didrachme de Corinthe
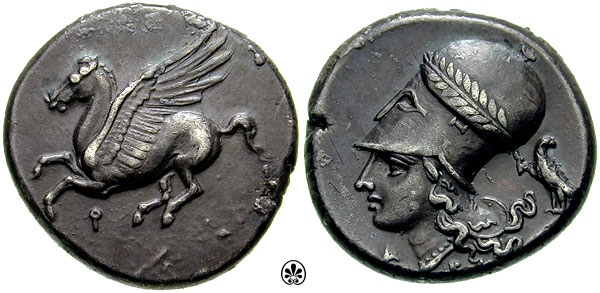
Poulain de Corinthe vers 345-307. Pégase volant vers la gauche / Athéna armée et casquée.

## Poulains d'autres villes
Pégase, le « poulain de Corinthe » figure en particulier sur les monnaies des colonies de cette ville, Ambracie, Leucade et Anactorium.

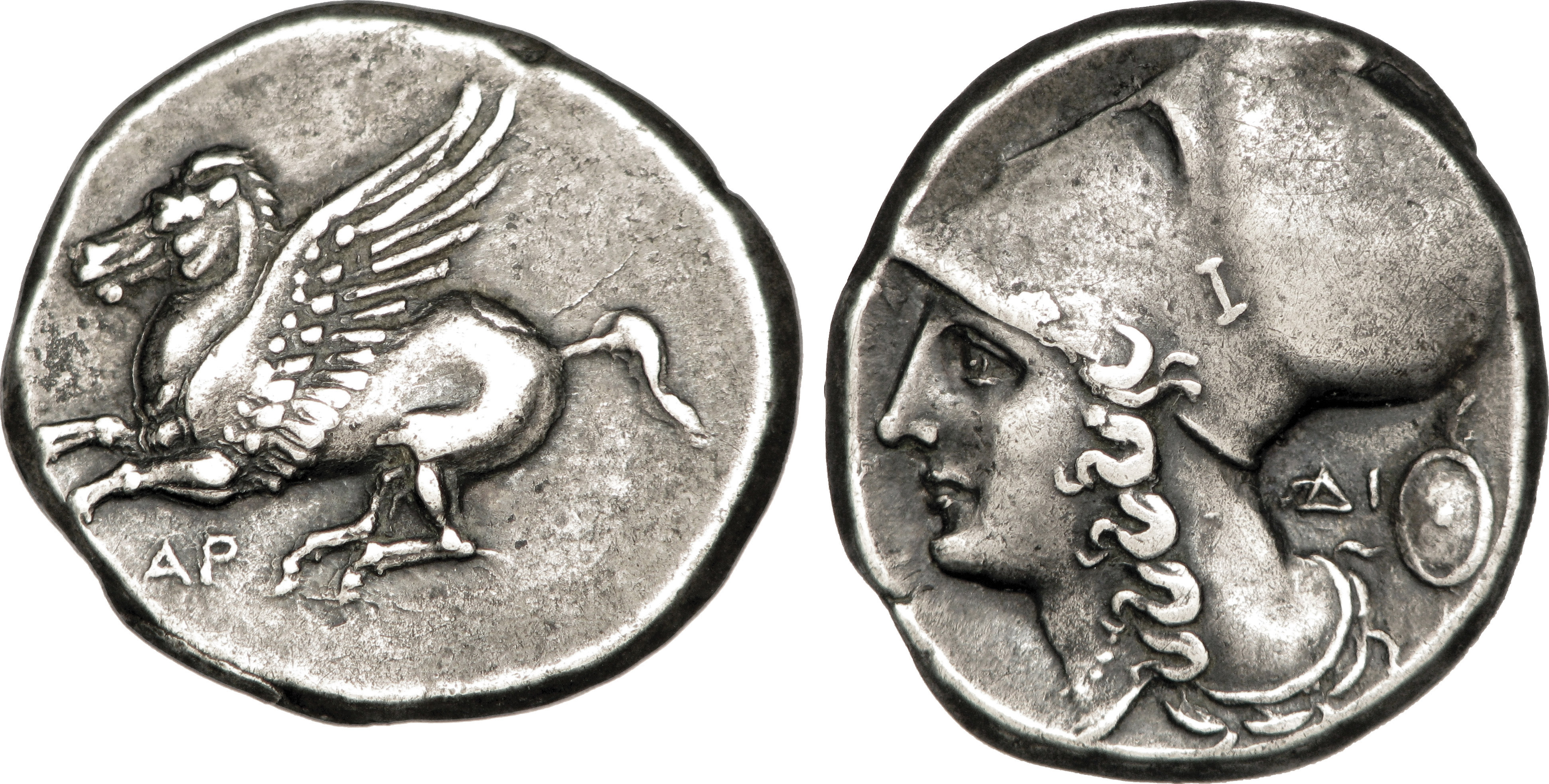
Pégase en vol sur un statère d'Argos.
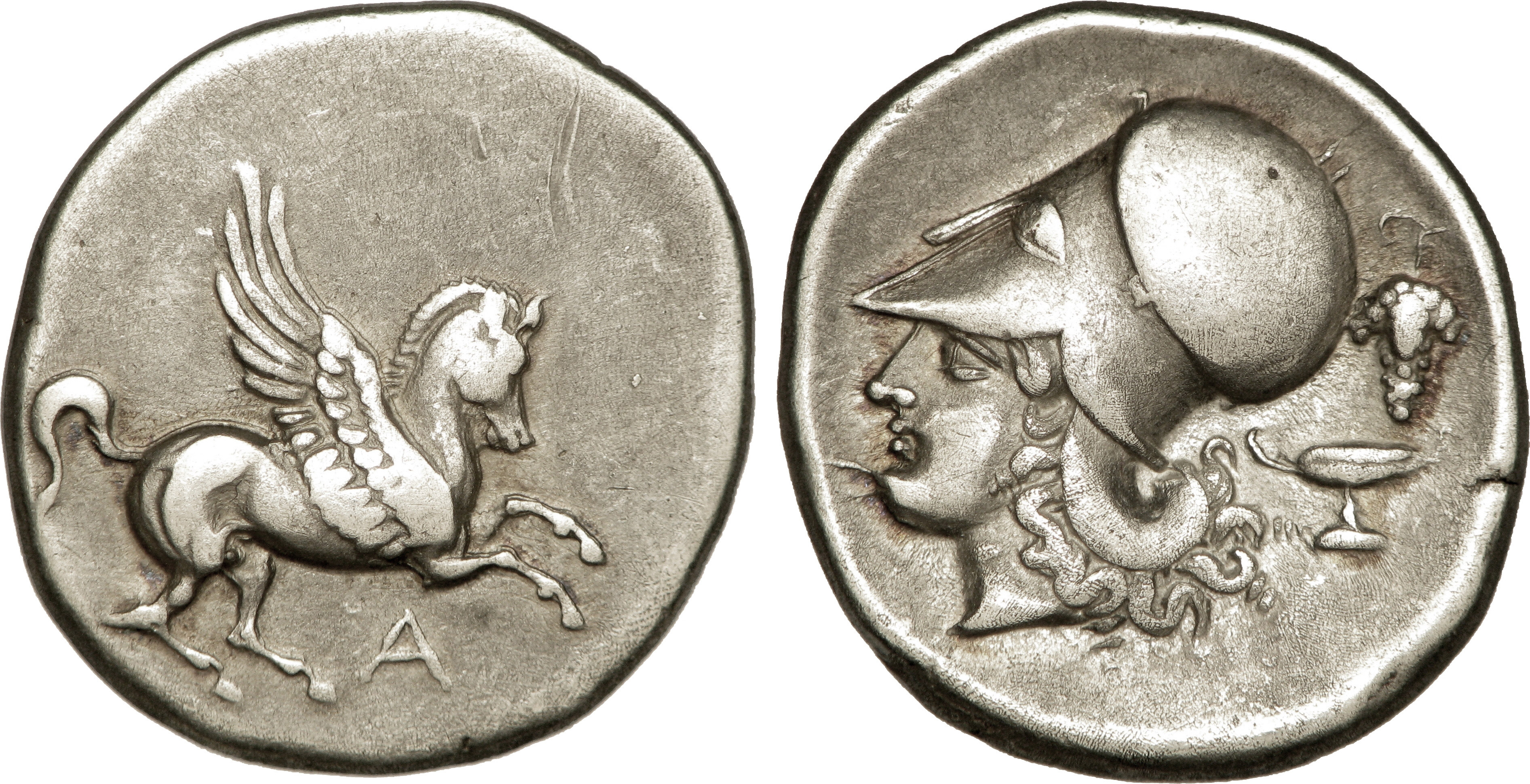
Statère avec Pégase d'Ambracie.
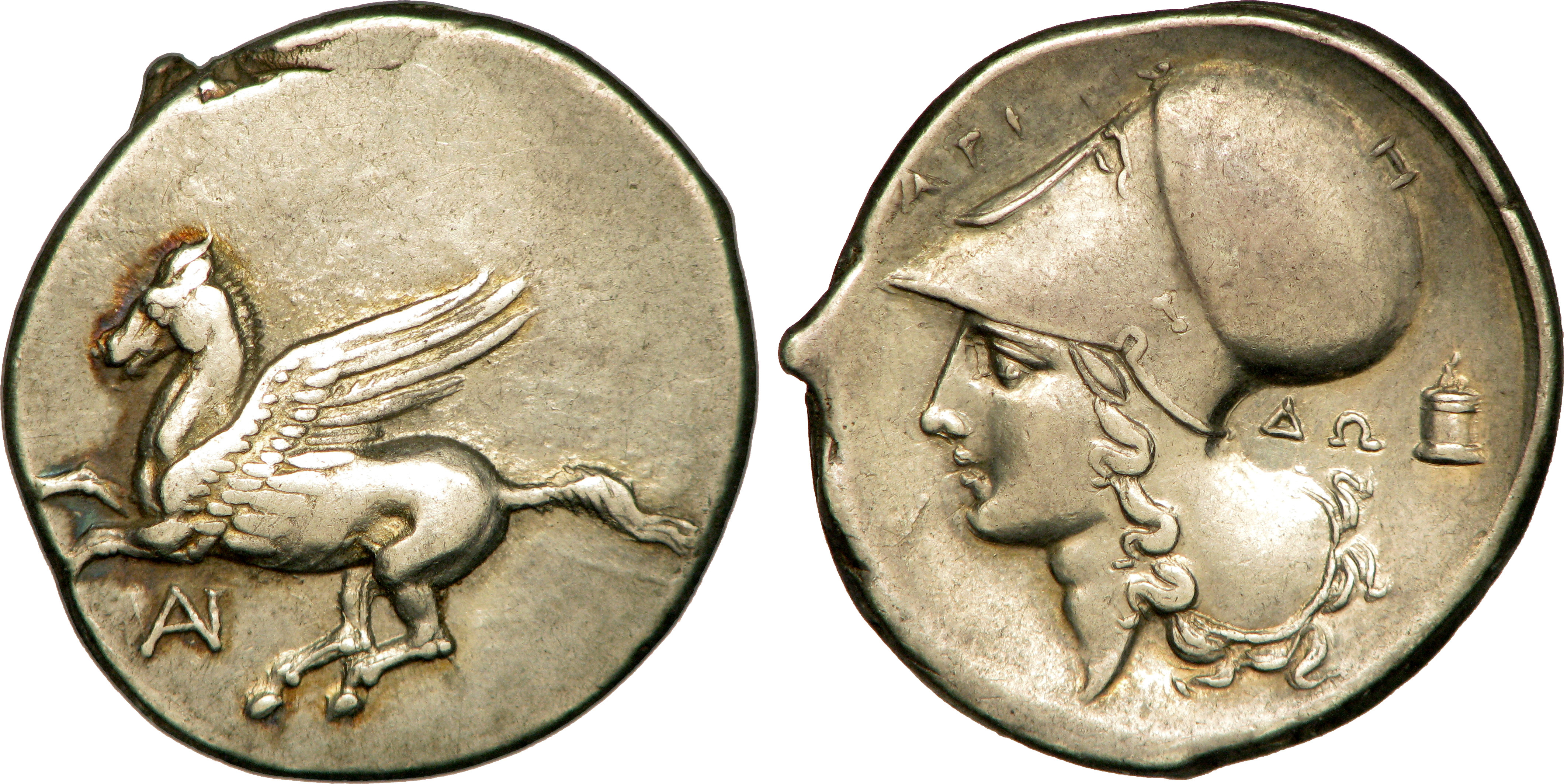
Statère avec Pégase d'Anactorium.
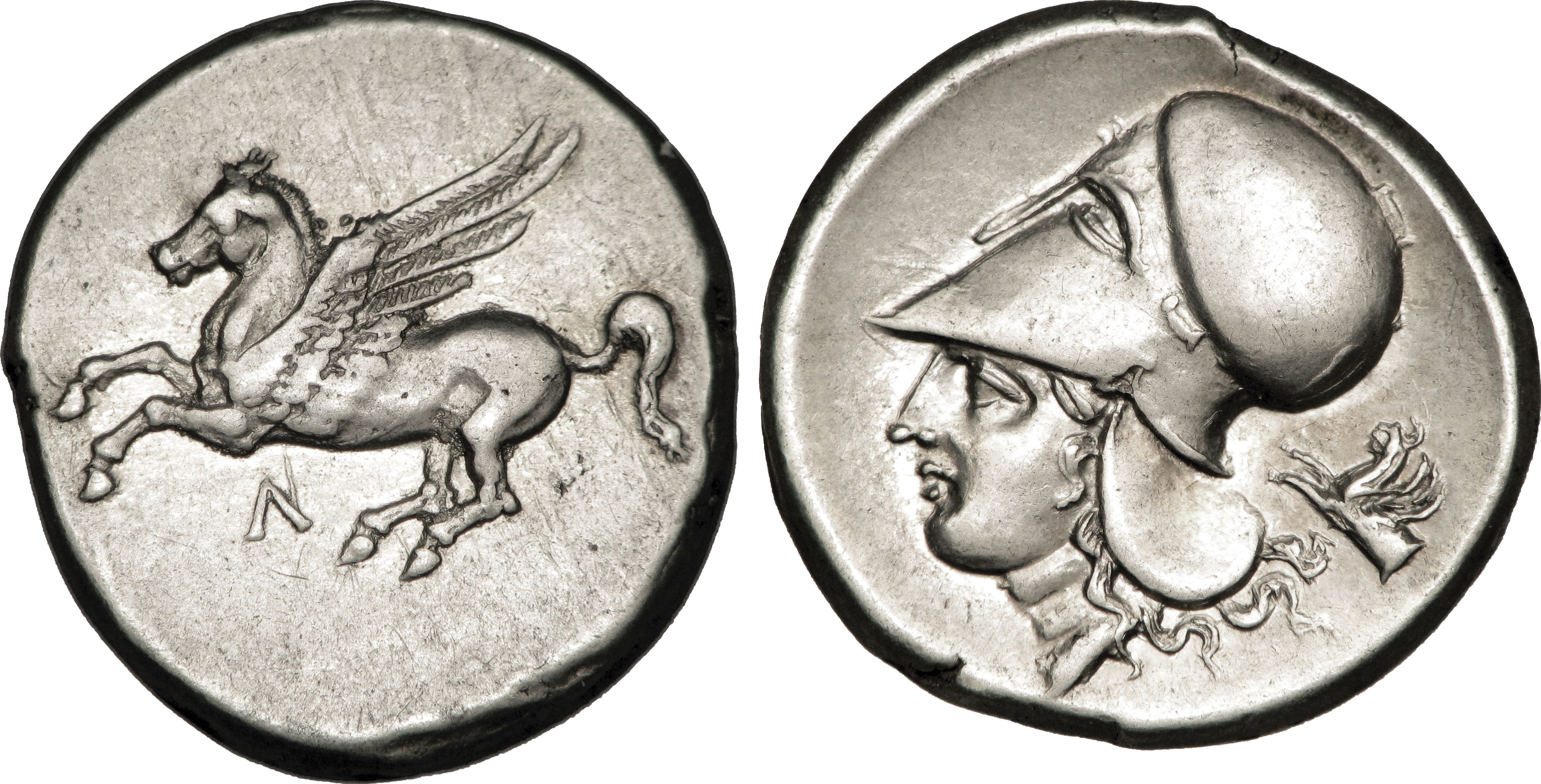
Statère avec Pégase de Leucas.
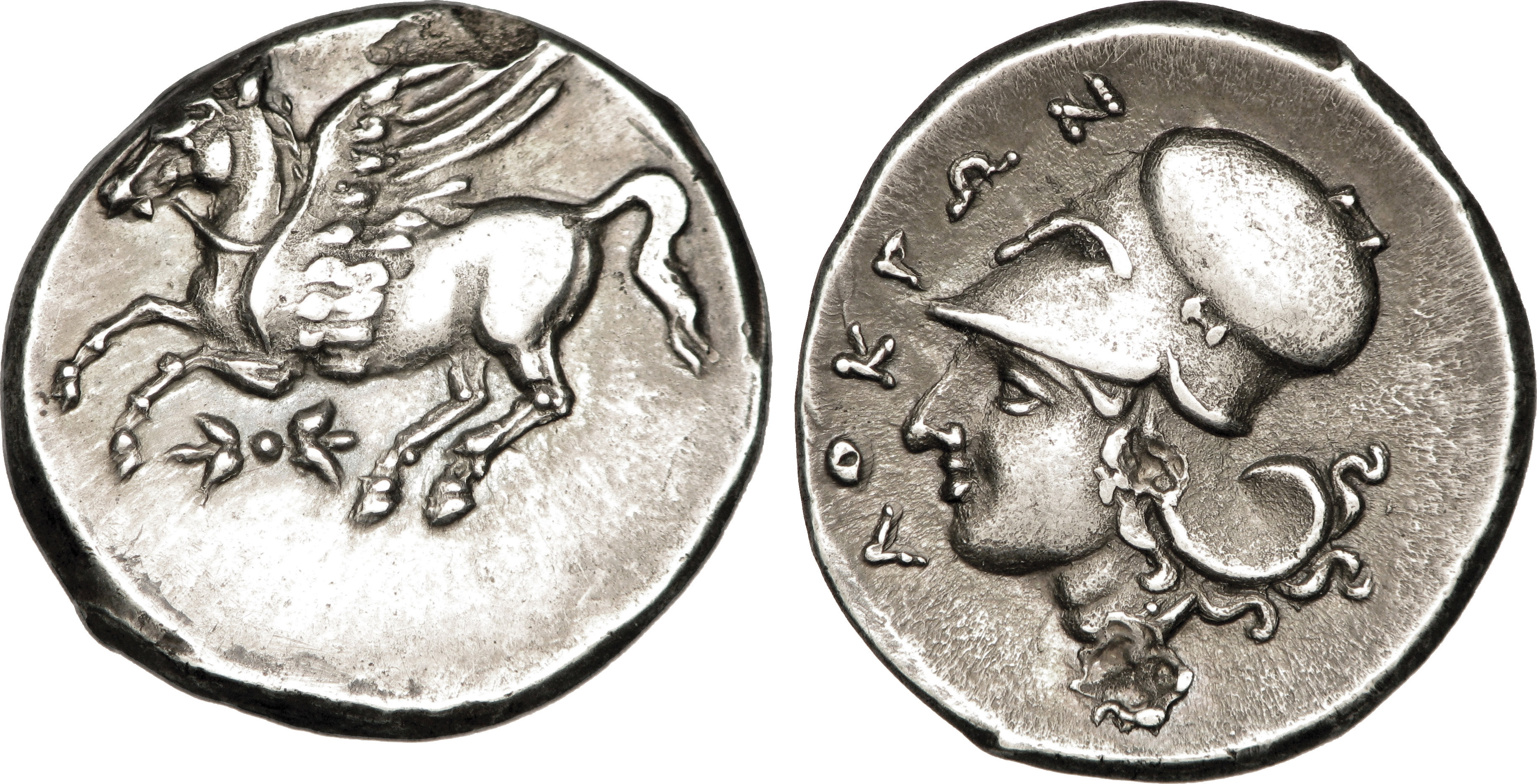
Statère avec Pégase de Locres.
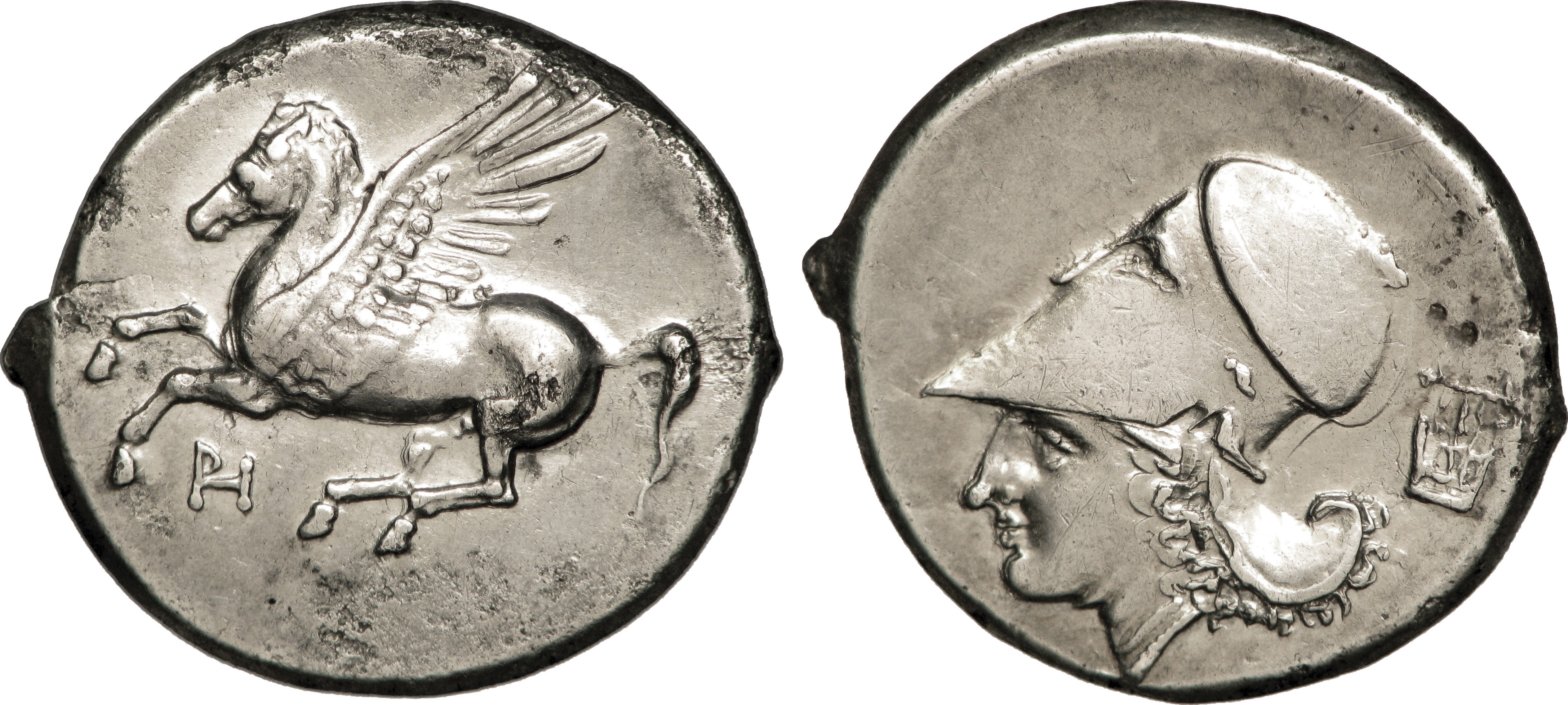
Statère avec Pégase de Rhégium.
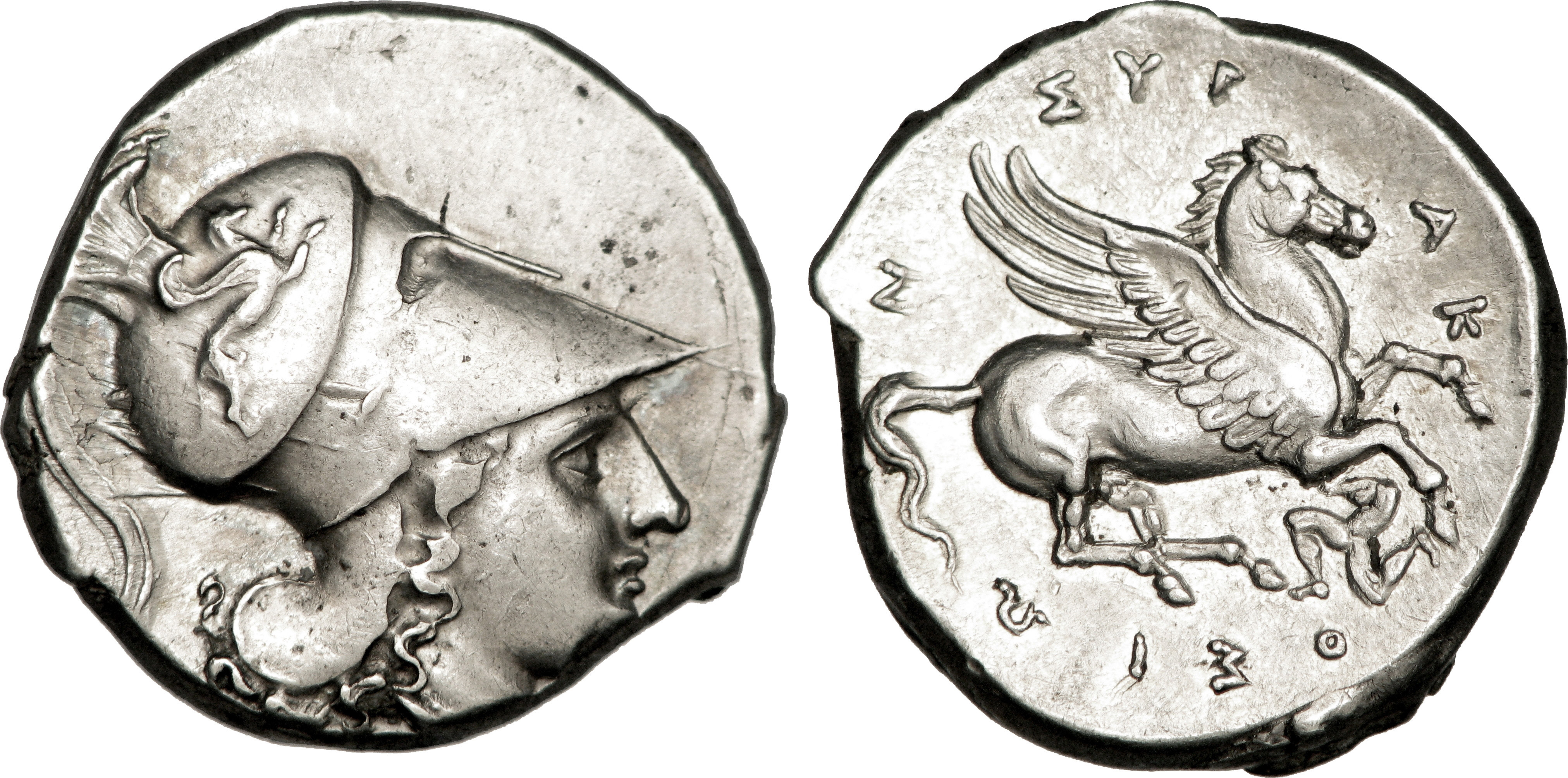
Statère avec Pégase de Syracuse.
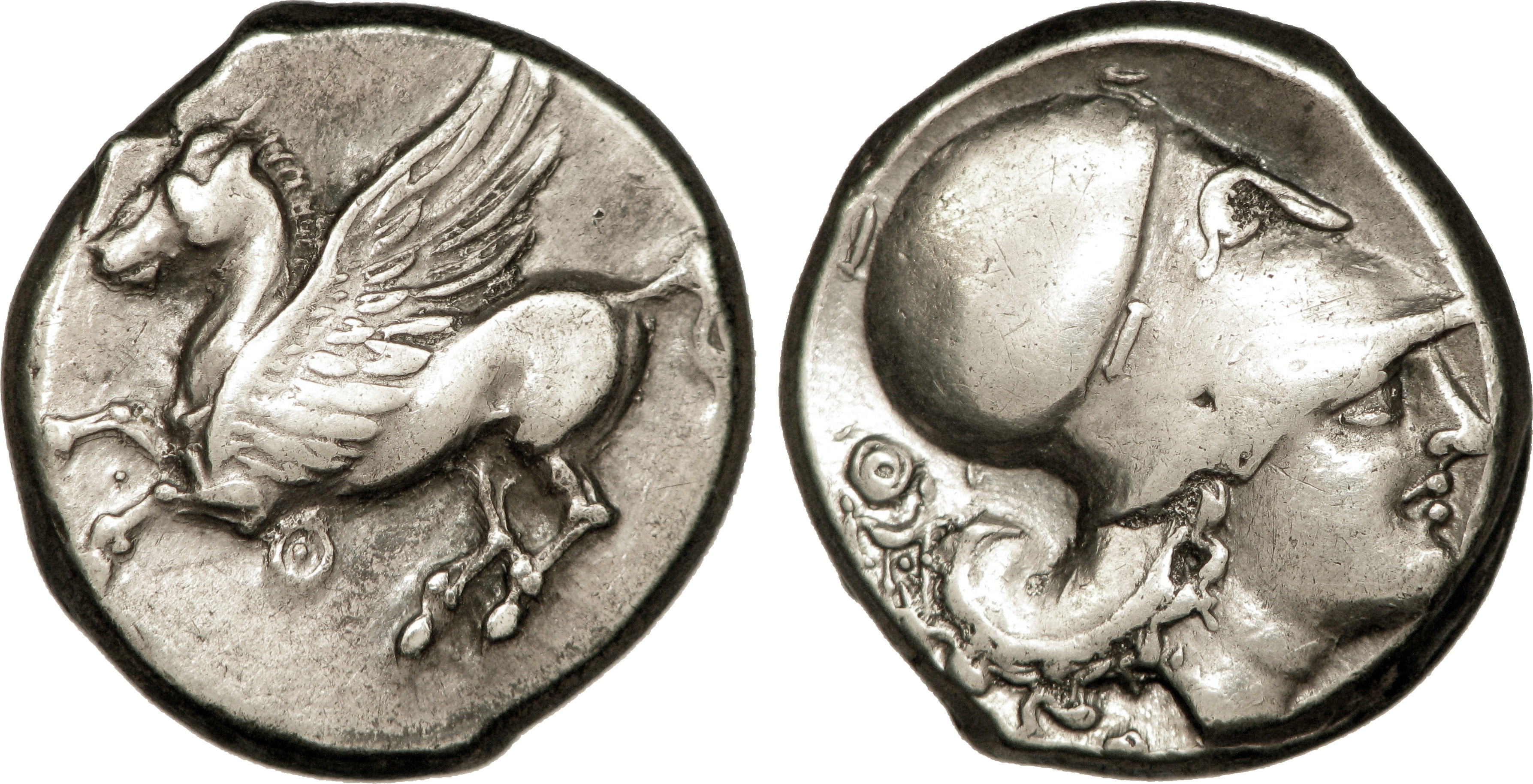
Statère avec Pégase de Thyrreion.

## Gaule antique
On voit le Pégase ou un cheval ailé sur un certain nombre de médailles gauloises ; Lelewel dit qu'on pourrait présumer qu'il a pris naissance, quant à la Gaule, sur la monnaie carnutoise, et qu'il se propagea de suite chez tous les autres peuples par l'ascendance des Carnutes. L'une de ces médailles est attribuée à Tasget. César dit dans ses commentaires, qu'« il y avait chez les Carnutes un homme de haute naissance, » Tasgetius, dont les ancêtres avaient régné sur cette nation. » César, en considération de sa valeur, de son zèle et des services qu'il lui avait rendus à la guerre, l'avait rétabli dans le rang de ses aïeux. Cette médaille date donc d'entre les années 57 et 54 av J.C. Une médaille muette en or trouvée à Amboise a beaucoup d'analogie pour la figure de Pégase avec la médaille de Tasget. Elles semblent très communes en Sologne et ces pièces, souvent d'un très petit module, ont « d'un côté un pégase ou cheval ailé plus ou moins barbare, et de l'autre une tête de loup béante sous plusieurs formes », quelquefois une tête humaine. 

## Rome antique

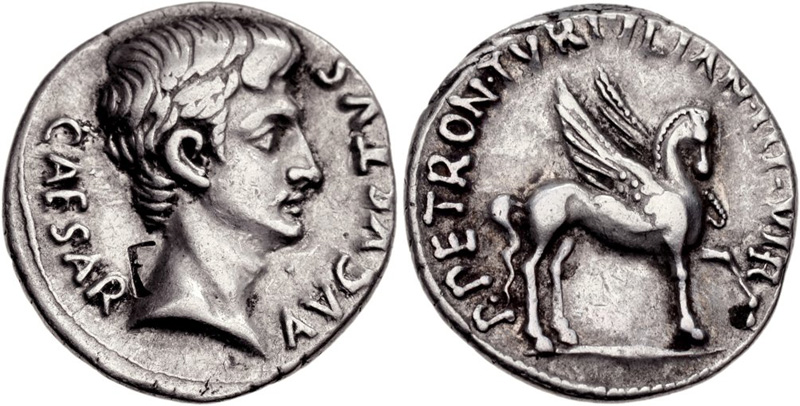
L'Empereur Auguste et Pégase.

Les nombreuses  pièces romaines à l'effigie de Pégase attestent que les Romains ont repris le mythe de Pégase tout comme de nombreux autres de la mythologie grecque. Pégase est d’ailleurs l’emblème de plusieurs légions romaines comme Legio II Adiutrix ou Legio II Augusta. 
Les Romains associaient aussi l'Empereur Auguste au Dieu Apollon, et il est dit que ce dernier fut enlevé par Pégase après sa mort.
Ces pièces de monnaie à l'effigie de Pégase cessèrent logiquement d'être frappées avec la chute de l'Empire romain.

## Époque moderne

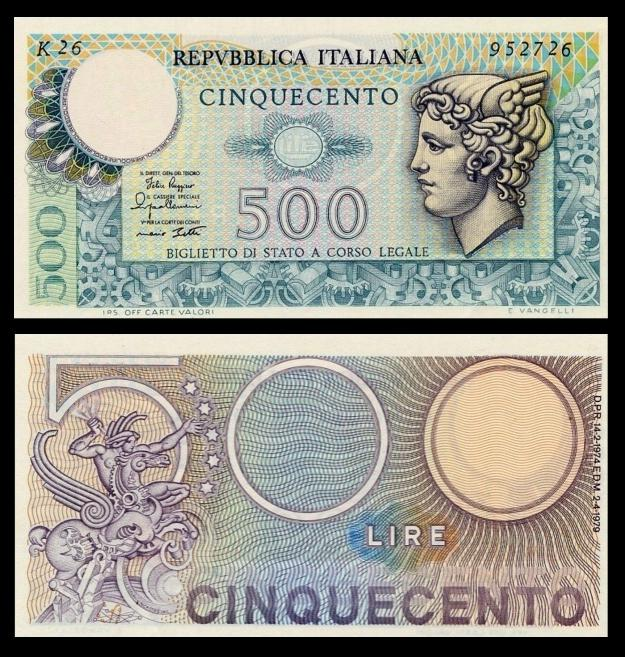
Billet italien de 500 lires.

En Italie et avant l'arrivée de l'euro, Pégase était présent sur des billets de banque.